# Gran Loggia Svizzera Alpina
La Gran Loggia Svizzera Alpina (GLSA), con 84 officine (o Logge) e 4000 membri,  è un'Obbedienza massonica svizzera fondata nel 1844. È la Gran Loggia più antica e più numerosa della Svizzera, ma sul territorio elvetico esistono altre Grandi Logge cosiddette liberali, come Le Droit Humain, la Grande Loggia Mista di Svizzera, la Grande Loge Symbolique Helvétique, il Grande Oriente di Svizzera e la Gran Loggia Femminile di Svizzera.

## Caratteristiche
Come questi ultimi due organismi, anche la GLSA è monogenere e le sue Logge hanno solo membri maschili. La particolarità della GLSA risiede nella sua costituzione che si basa sullo spirito degli "Antichi doveri", a cui si sono ispirate le Costituzioni di Anderson del 1723. Queste includono la fede in un Essere Supremo, la presenza di un libro sacro sull'altare della Loggia e il divieto di qualsiasi discussione politica o religiosa.
Grazie alla condivisione di questi valori, la GLSA dispone di un'ampia rete di contatti con le altre Grandi Logge nel mondo, con le quali ha stipulato trattati di amicizia di lunga data, che consentono ai suoi membri di visitarle. La GLSA si presenta da un profilo giuridico come un'associazione ai sensi dell'articolo 60 del Codice civile svizzero e dispone di un proprio statuto e di un proprio regolamento.
La GLSA ha come obiettivo di operare al fine di raggiungere il miglioramento morale ed etico dei membri delle sue Logge attraverso un continuo lavoro su sé stessi, coadiuvato da cerimonie iniziatiche e simboliche. Più in generale, l'obiettivo è quello di adottare un comportamento etico irreprensibile e impegnato nella società. La GLSA offre pertanto un ampio approccio spirituale, ma anche pedagogico-iniziatico, definibile come discreto, anche se tutte le informazioni sul funzionamento della Libera Muratoria sono facilmente accessibili sul web e nei libri specializzati sull'argomento.

## Storia dell'Obbedienza
La storia dell'Obbedienza affonda le sue radici nella massoneria del XVIII secolo; all'epoca molte Logge elvetiche, spesso instabili, erano indipendenti, ma la stretta dell'impero napoleonico portò il Grand Orient de France a fondare diverse Logge sotto la sua guida all'inizio del XIX secolo.
Le più antiche Logge della GLSA risalgono al XVIII secolo, come L'Union des Cœurs di Ginevra, fondata nel 1768, La Discrétion di Zurigo, fondata nel 1772, inattiva dal 1786, per poi essere riattivata nel 1811 come Modestia cum Libertate, Les Vrais Frères Unis di Le Locle, fondata nel 1774, La Vraie Union di Nyon, fondata nel 1787, e Zur Freundschaft und Beständigkeit di Basilea, fondata nel 1808.

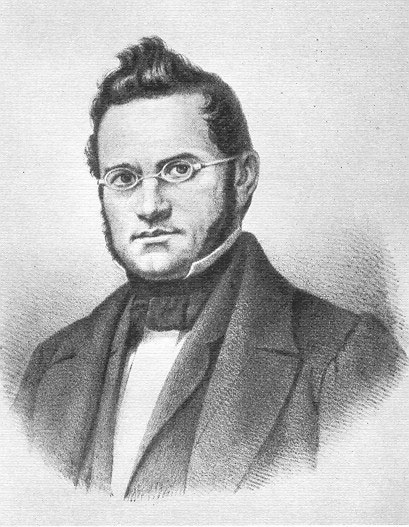
Jonas Furrer, membro fondatore della Confederazione svizzera e suo primo Presidente.

Dopo il Congresso di Vienna e svanita l'influenza francese, le Logge della Svizzera romanda crearono nel 1811 una prima sovrastruttura, il Grand Orient Helvétique Romand. In seguito, le stesse Logge si avvicinarono a una Loggia di Berna, Zur Hoffnung, tuttora attiva, che aveva ricevuto una patente dalla Gran Loggia Unita d'Inghilterra, relazione che è tuttora in vigore. Nel 1822 nacque così la Gran Loggia Nazionale Svizzera. Nel 1844, dopo molti tentativi di riunire più Logge, nacque finalmente la Società delle Logge Alpine Svizzere, che copriva un'area più ampia della Svizzera. In seguito, l'obbedienza prese il nome definitivo di Gran Loggia Svizzera Alpina. Durante tutti questi anni, il numero di Officine è aumentato, sia per l'unione di Logge già esistenti che per la fondazione di nuove. Alcune sono state fondate anche in altre città minori della Svizzera francese, come ad esempio la Nouvelle Étoile, nel 1851, a Orbe (Canton Vaud).
La GLSA non ha mai influenzato da sola la politica svizzera, ma ha ereditato fin dall'inizio i valori ed i principi dell'Illuminismo del XVIII secolo. Molti dei suoi membri, sostenendo di seguire questa filosofia, erano affiliati al Partito Radicale, all'epoca un partito "di sinistra". Alcuni di loro hanno partecipato alla fondazione della Svizzera moderna. Jonas Furrer, nato il 3 marzo 1805 a Winterthur e morto il 25 luglio 1861 a Bad Ragaz, fu il primo presidente della Confederazione svizzera nel 1848 e il primo Grande oratore della GLSA nel corso del 1844. Più tardi, negli anni Ottanta del XIX secolo, il Libero Muratore vodese Louis Ruchonnet, nato il 28 aprile 1834 a Losanna e morto il 14 settembre 1893 a Berna, consigliere federale e presidente della Confederazione, mantenne questa direzione.
Il riposizionamento del Partito Radicale, in seguito all'ascesa del Partito Socialista Svizzero, portò a un progressivo allontanamento tra i valori del partito e quelli della GLSA, i cui contenuti filantropici, pacifisti e morali vennero progressivamente alla ribalta. La prova ne è l'attivista pacifista ginevrino e Premio Nobel per la pace nel 1902 Élie Ducommun, nato il 19 febbraio 1833 a Ginevra e morto il 7 dicembre 1906 a Berna, già Gran Maestro della GLSA dal 1890 al 1895. Nello stesso modo, tra le due guerre, la GLSA sostenne la creazione della Società delle Nazioni a Ginevra, un progetto che in Svizzera non venne sostenuto all'unanimità. Inoltre, a partire dal 1921, nello stesso spirito di fratellanza universale per la pace, ispirato anche dalla neutralità svizzera, si cercò di gettare dei ponti tra le Obbedienze del mondo con la creazione di un organismo ad hoc, l'Associazione Massonica Internazionale (AMI), la cui sede doveva essere in Svizzera. Tuttavia, la Massoneria anglosassone, che costituiva la maggioranza, non vi aderì.

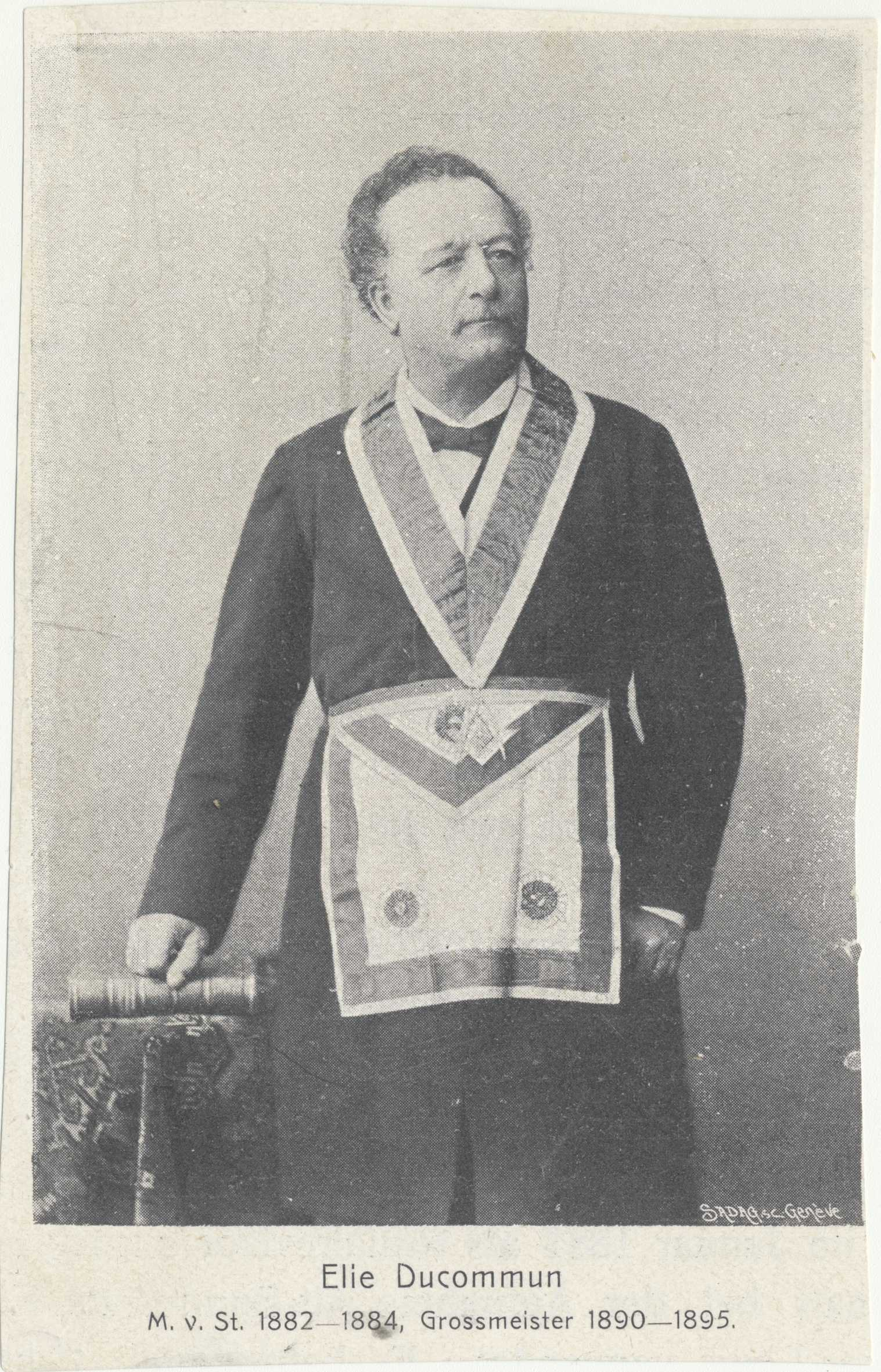
Elie Ducommun (1833-1906), Gran Maestro della GLSA, Premio Nobel per la pace nel 1902.

Dopo la Prima Guerra Mondiale, periodo durante il quale le Logge furono impegnate in attività filantropiche, la GLSA conobbe un periodo di prosperità, con un aumento significativo dei suoi membri. Ma ciò è stato di breve durata. Difatti, la crisi economica della fine degli anni Venti colpì le risorse finanziarie dei suoi membri e l'ascesa del Fascismo fu accompagnata da un virulento antimassonismo; si parlò all’epoca di una "cospirazione giudaico-massonica", e i Massoni furono accusati di tutti i mali. Molti di loro vennero arrestati o internati in campi di concentramento. La ferocia del regime fascista spagnolo del generale Franco è stata esemplare a questo proposito.
Questo movimento ebbe un impatto più moderato in Svizzera, attraverso le fazioni di estrema destra del Paese, finanziate in modo subdolo da Benito Mussolini e dai nazisti. Grazie all'impegno dei massoni svizzeri ed ai fondi speciali della GLSA, l'iniziativa popolare sul "Divieto delle società massoniche", lanciata da un comitato di cui facevano parte Gottlieb Duttweiler e Georges Oltramare, comitato diretto dal frontista e colonnello Arthur Fonjallaz, poi condannato per spionaggio nel 1941, fu respinta in votazione dal popolo nel 1937, con il 69% dei voti: 515’000 no contro 235’000 si. Sostenuta in particolare da alcune fazioni cattoliche (fu accettata nel Canton Friburgo, dove l'influsso della Chiesa cattolica era soverchiante)  essa mirava a limitare i diritti dell’associazione massonica ed a vietarne praticamente l’esistenza. La paura del fascismo derivante da questa iniziativa ed i diversi pregiudizi della popolazione, nonché gli orrori della Seconda guerra mondiale ebbero un effetto deleterio sul tesseramento della GLSA, che perse circa il 50% dei suoi membri.
Dal 1945 in poi, la GLSA riuscì progressivamente a guarire le sue ferite e la vita massonica riprese, con una crescita modesta ma costante, fino a ripristinare e persino superare leggermente il numero di iscritti di prima dello scoppio della guerra. Tuttavia, come tutte le società, dovette lottare contro il declino dell'associazionismo e far conoscere meglio l’apporto nella formazione di un essere umano caratterizzato dalla rettitudine ed attivo nella società, con un fondamento spirituale improntato alla tolleranza.
Per rafforzare i suoi legami con la massoneria cosiddetta "universale" (quella anglosassone), spesso indicata come Massoneria regolare, la GLSA prese le distanze dalle altre obbedienze francofone, il che portò i fratelli della Svizzera francese a creare nel 1959 il Grande Oriente di Svizzera, una obbedienza cosiddetta liberale, più vicina al Grand Orient de France. Poco prima, l'Associazione Massonica Internazionale, che aveva ripreso in parte la sua attività, era stata sciolta, constatando che il tentativo di avvicinare le diverse correnti della massoneria era purtroppo diventato illusorio.  A partire dagli anni '70, come nelle obbedienze di molti paesi, la GLSA vide il suo numero di Logge aumentare più rapidamente del numero dei suoi membri.
Le influenze della psicologia analitica di Carl Gustav Jung, del pensiero di Henri Corbin e anche di René Guénon, come pure gli scritti di Mircea Eliade, solo per citarne alcuni, porteranno i massoni a riconsiderare e approfondire la loro tradizione e il loro strumentario simbolico. Sono state create anche Logge di lingua inglese, inspirate al Rito inglese Emulazione. Una di esse, la Rosslyn n. 87, è itinerante, come le vecchie logge militari.
Il 6 giugno 2009, in occasione della sua Assemblea Generale, seguendo la politica della Gran Loggia Unita d'Inghilterra, la GLSA ha adottato una dichiarazione relativa alle sue relazioni con la massoneria femminile in Svizzera, che riconosce la rispettabile attività di quest'ultima, accoglie con favore la condivisione di azioni, ad esempio delle lezioni, delle conferenze e dei colloqui, ad eccezione della partecipazione rituale, che rimane strettamente maschile.

## Struttura e funzionamento dell'Obbedienza
L'organizzazione e la struttura dell'Obbedienza si ispirano al sistema federalista svizzero. Il suo funzionamento è caratterizzato da: 
- Una grande autonomia rituale delle Logge, perché le officine sono responsabili dei loro rituali, mentre la GLSA detiene solo un'influenza minore,
- Una forte autonomia organizzativa. Dopo aver soddisfatto la condizione di base di avere almeno 14 membri, una Loggia può organizzare liberamente la propria gestione e scegliere la propria lingua di lavoro,
- Un sistema cosiddetto di milizia, dove non c'è quasi nessuna professionalizzazione delle risorse, a parte la Gran Cancelleria ed alcuni redattori della Rivista Alpina.

In quanto tale, la Gran Loggia Svizzera Alpina si occupa principalmente di:
- Regolamentare gli aspetti legali delle Logge GLSA, in particolare applicando i principi della costituzione ed i regolamenti specifici (finanza, diritto, etc.),
- Sviluppare e gestire le relazioni internazionali, in quanto tutte le questioni internazionali sono principalmente di competenza della GLSA, ad esempio il riconoscimento delle Obbedienze straniere e la regolamentazione delle visite e/o dei contatti internazionali.
- Nominare i vertici delle Logge, nonché assegnare eventuali distinzioni a membri meritevoli.
- Coordinare il lavoro in comune, come la gestione delle assemblee dei delegati, organo legislativo della GLSA, e l'assemblea dei Venerabili Maestri in cattedra e dei Deputati.

La GLSA è gestita da un Gran Collegio, nominato per quattro anni e composto da un Gran Maestro che lo presiede, da un Gran Maestro Aggiunto, da un Grande Oratore, da un Gran Segretario, da un Gran Tesoriere, che compongono il Direttorio e dai Grandi Ufficiali in rappresentanza di ogni regione linguistica della Svizzera.
La GLSA conta attualmente circa 3'320 membri (al 31.12.2022) e la loro età media è di 61 anni. Il gruppo maggioritario all'interno della GLSA è rappresentato dalle Logge di lingua francese (48%), seguite da quelle di lingua tedesca (39%). Quelle che lavorano in inglese (6,7%) ed in italiano (6,3%) costituiscono la minoranza, anche se va notato che ci sono nuove Logge anglofone nella zona del Lago Lemano, così come a Basilea e Zurigo, probabilmente trattandosi di un risultato dell'alto livello di immigrazione di lavoratori qualificati in Svizzera negli ultimi 15 anni.

## Attività delle Logge
Le Logge della GLSA sono molto differenziate da un punto di vista organizzativo; difatti contano un minimo di 14 membri e un massimo di 130 membri, con una dimensione media di circa 42. 

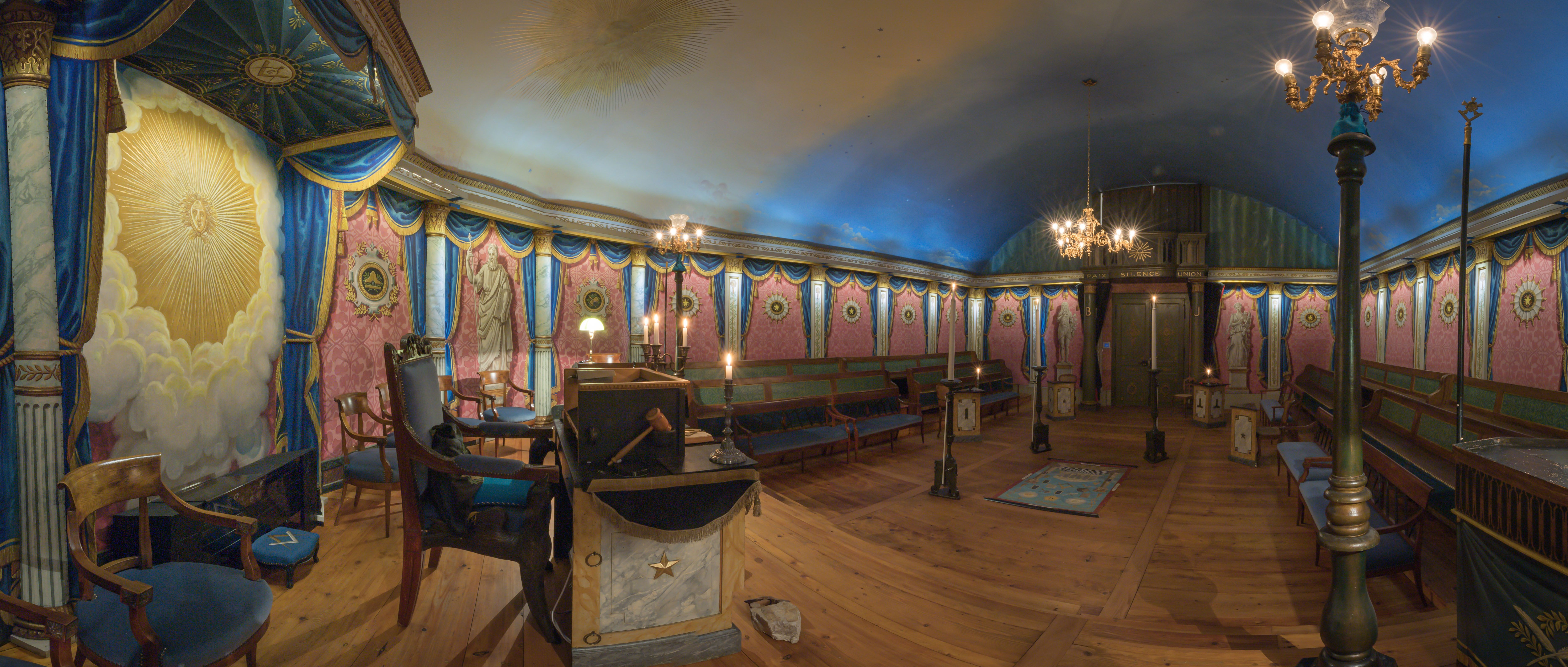
Tempio massonico di La Chaux-de-Fonds

Esse sono guidate da un Collegio con un numero ridotto di Ufficiali di Loggia. I più importanti sono il Venerabile, detto anche Maestro in Cattedra, che di fatto dirige la Loggia in modo collegiale, due Sorveglianti, un Maestro delle Cerimonie, un Oratore, un Segretario, senza dimenticare un Tesoriere e un Ospitaliere, che si occupa essenzialmente dei membri assenti o malati. 
La massima che caratterizza lo spirito di perfezionamento massonico in seno della GLSA può essere formulata in questi termini: “il Massone deve perfezionarsi, senza aspettare un intervento esterno, ma al di là della sua vita gli si apre un orizzonte che gli fa intravedere l'Amore del Vero, del Buono e del Bello, in un modo di agire e con ideale vicini alla filosofia antica, rappresentato in un certo senso dal Grande Architetto dell'Universo”. Che dire di quest'ultimo termine, di cui si parla spesso?
L'ideale Massonico è più ampio rispetto al detto di Jean de La Fontaine nella favola del carrettiere impantanato: aiutati, il cielo ti aiuterà... Perché la GLSA, fin dalla sua origine, integra delle antiche usanze, poi chiamate anche punti di riferimento, che si rifanno essenzialmente agli Antichi Doveri, cioè i primi testi che descrivono l'inquadramento e il funzionamento delle Logge operative, datate dal XV ai primi anni del XVIII secolo. Questi includono la credenza nell'esistenza di un Grande Architetto dell'Universo, un Essere supremo da cui tutto deriva, insieme alla presenza sull'altare all'estremità orientale del tempio della Loggia di un "Libro della Legge Sacra", che può essere la Bibbia, il Corano, la Torah, il Tripitaka buddista, le Upanishad induiste o qualsiasi altro testo canonico di un movimento religioso, così come una squadra ed un compasso, che vengono posti su tale libro all'inizio dei lavori.
Il Libro della Legge Sacra, la squadra e il compasso sono chiamati le Tre Grandi Luci.
Questa percezione di un'entità superiore che va al di là dell'universo creato - ma che si permette ai suoi membri di concepire con grande libertà – come anche la tolleranza che regna nella Loggia, che impedisce a qualsiasi estremismo politico e imperialismo religioso di allontanarsi dalla libertà esistenziale e dalle aspirazioni dell'essere umano, caratterizzano il centro dei valori della Libera Muratoria della GLSA. La GLSA sostiene pertanto di rispettare tutte le convinzioni sincere e di rifiutare qualsiasi opposizione alla libertà di pensiero.
Esiste poi una netta separazione tra le Logge che praticano i primi tre gradi della Massoneria e le “Logge di perfezionamento” (chiamate anche "alti gradi" massonici), evitando così una gerarchizzazione che ha talvolta reso le prime un'anticamera dei gradi superiori, e non tanto dei corpi indipendenti e sovrani.

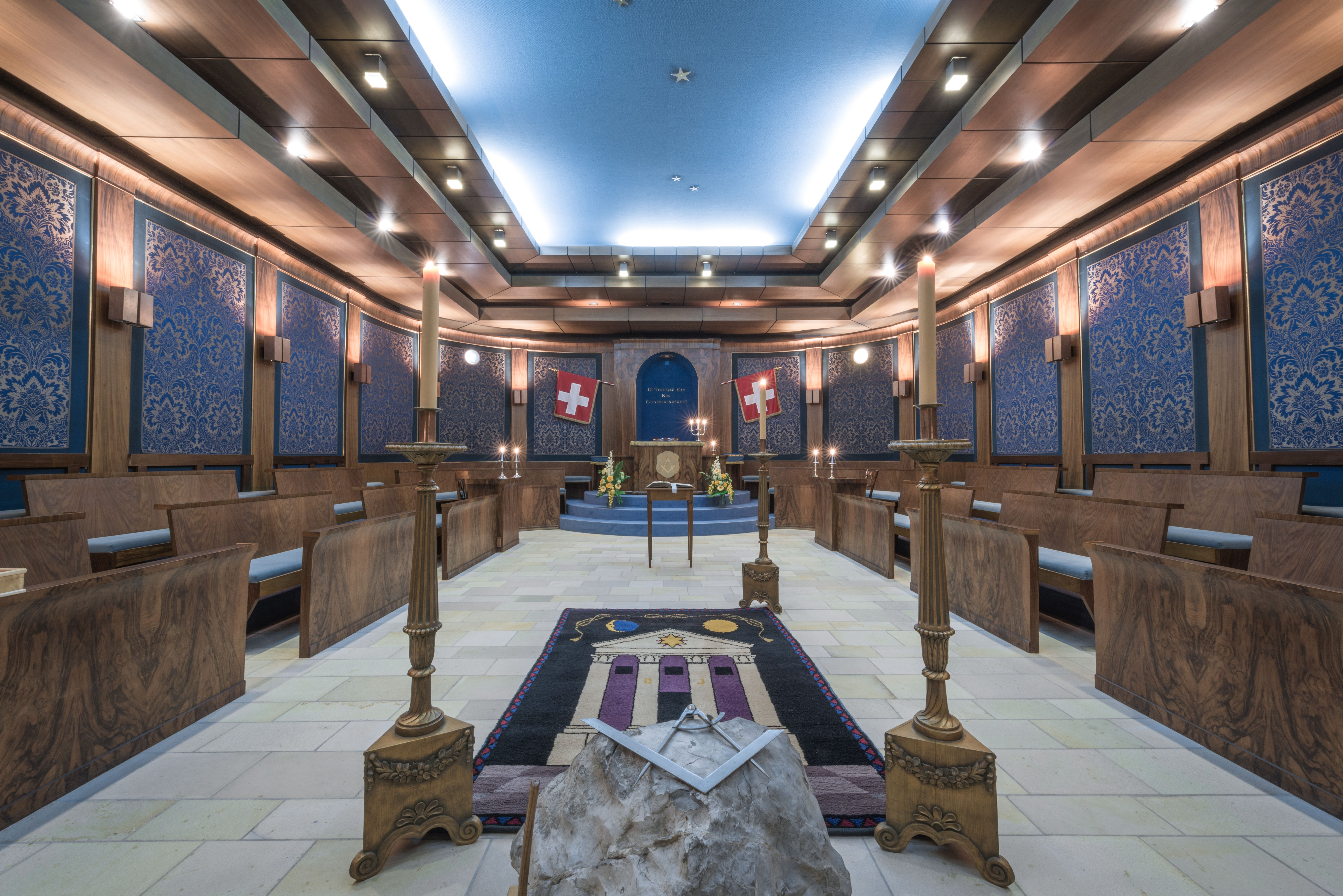
Tempio massonico di Aarau

I Fratelli della GLSA praticano, nei loro templi, le cerimonie dei tre gradi (Apprendista, Compagno, Maestro) della Massoneria simbolica (chiamata anche Massoneria blu). Sono raggruppati in riti Massonici, ciascuno aventi dei valori e dei riferimenti specifici:

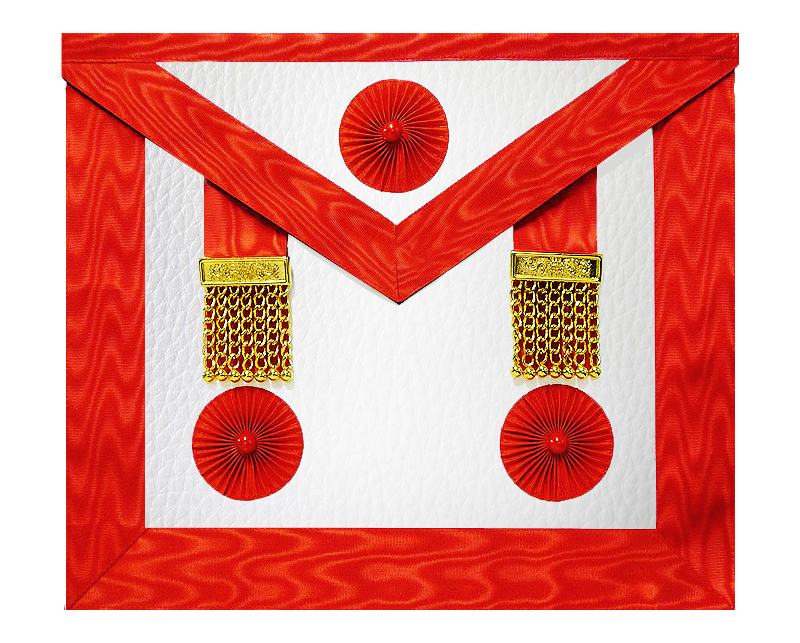
Grembiule di Maestro al Rito Scozzese Antico e Accettato, praticato nella maggior parte delle logge della GLSA.

- Rito Scozzese Antico e Accettato, in tedesco, francese e italiano
- Regime scozzese rettificato, in tedesco e in francese
- Rito di Schroeder, in tedesco e in francese, alcune logge praticano un rituale Schroeder con aggiunte dal Rito Scozzese Rettificato, creato dalla GLSA alla fine del XIX secolo.
- Rito emulazione, in inglese, in tedesco e in francese (una loggia a Ginevra)
- Rito francese moderno, in francese (una loggia a Zurigo e una a Ginevra)
- Rito di Ruchon, in francese, una specificità della Svizzera francese.
- Rito antico e primitivo di Memphis Misraim, in francese

Il Tempio massonico, in cui si svolgono i lavori, è un luogo situato al di fuori del tempo profano, simbolicamente situato sul sito di costruzione del primo Tempio di Gerusalemme, quello di Re Salomone, figlio di Davide.
I fratelli si riuniscono una o due volte al mese, a volte settimanalmente. Assistono a rituali, spesso a delle introduzioni al grado di Apprendista, di Compagno e di Maestro, in cui vengono rivelati loro i misteri del grado in una pedagogia iniziatica, perché per i massoni la Luce si presenta progressivamente per gradi. Essi redigono anche degli scritti, chiamati tavole, nelle quali presentano i risultati delle loro meditazioni e ricerche, spesso di natura filosofica. Ma sono organizzate anche delle conferenze su temi di attualità, sempre escludendo ogni dibattito politico e religioso, al fine di giungere ad un arricchimento filosofico. Anche le attività filantropiche e le donazioni sono all'ordine del giorno, anche se le Obbedienze di matrice anglosassone sono più attive in questa attività. 
Al proposito, all'interno della GLSA, c'è una differenza tra le Logge della Svizzera tedesca e quelle della Svizzera francese: le prime sono più intensamente impegnate nelle opere di carità. Infine, l'agape fraterna rafforza i legami tra i membri della Loggia in un'atmosfera conviviale.
Il tempo che intercorre tra il passaggio da un grado all'altro varia a seconda del Fratello e del suo zelo, ed il più delle volte è compreso tra 1 e 2 anni. Una volta meditato e assimilato il contenuto di questi tre gradi (ma si rimane apprendisti per tutta la vita...) il Maestro può continuare il suo percorso di perfezionamento in una Loggia degli "alti gradi" massonici, sia nel Regime Scozzese Rettificato che nel Rito Scozzese Antico e Accettato, o in uno dei gradi superiori della Massoneria di stretta ispirazione britannica.

## Comunicazione
La GLSA proibisce qualsiasi politica attiva di recrutamento, tuttavia cerca di informare sulla sua esistenza, i suoi obiettivi, le sue modalità di miglioramento dell'essere umano. A questo scopo:
- Molte delle sue Logge organizzano regolarmente delle riunioni a porte aperte o invitano dei relatori esterni per delle conferenze tematiche,
- La GLSA pubblica l'Alpina, una rivista massonica svizzera. Fondata nel 1874, che ha articoli in tedesco, francese, italiano ed inglese. Alcuni suoi articoli sono regolarmente pubblicati sul sito web dell'Obbedienza[7].
- La GLSA o alcuni dei suoi membri, partecipano a trasmissioni radiofoniche e televisive. La sua partecipazione risale al 1965.

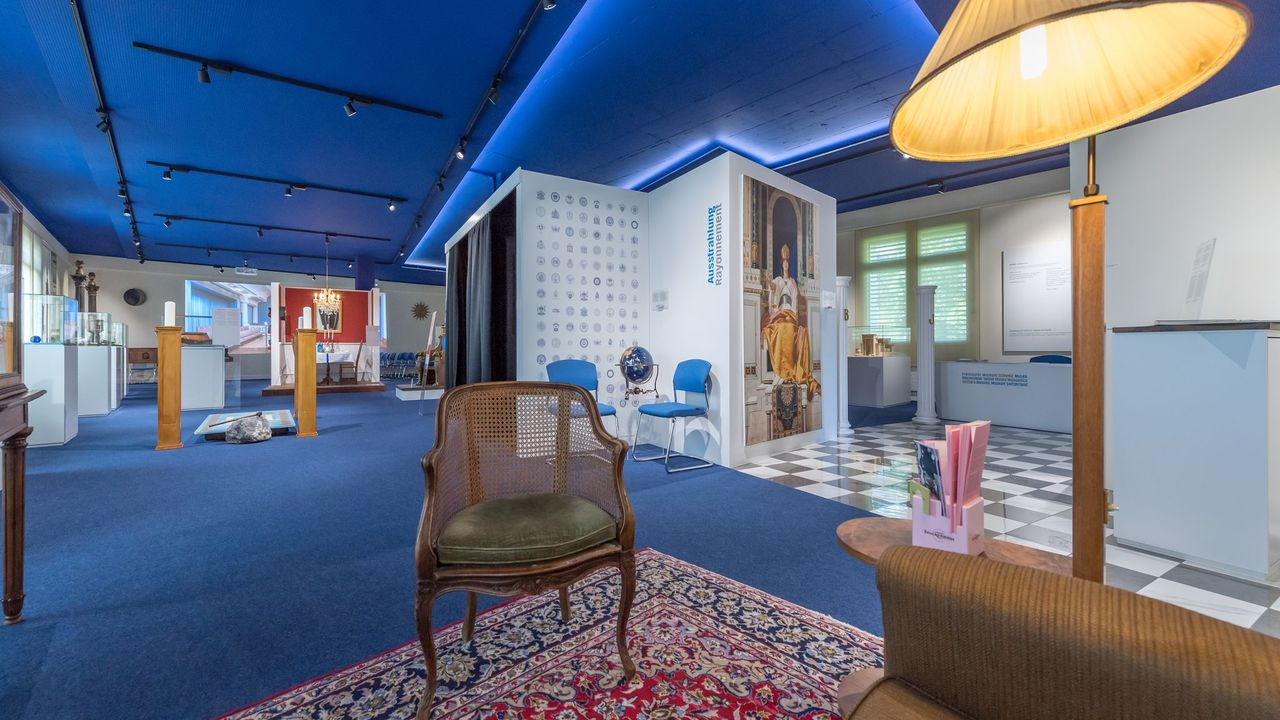
Museo Massonico Svizzero

- Museo Massonico SvizzeroIl Museo Massonico Svizzero si trova nei locali della GLSA a Berna e si propone di far conoscere meglio l'Ordine e le sue specificità. Le visite sono organizzate e chiunque può effettuare una visita,
- La Bibliotheca Masonica August Belz di San Gallo possiede una vasta collezione di documenti e libri storici sulla Massoneria che chiunque può liberamente consultare,
- Il Gruppo di Ricerca Alpina (GRA) organizza conferenze e colloqui biennali e pubblica Masonica, una rivista che raccoglie i risultati delle sue ricerche. Il GRA ha anche pubblicato il Guide Suisse du Franc-Maçon in due volumi, in francese e tedesco (Volume I), che possono essere acquistati sul sito web del GRA o nelle librerie,
- I membri della GLSA sono invitati a raccomandare delle persone che reputano avere l'attitudine e il desiderio di entrare nell’ordine. Tuttavia, oggi molte domande giungono anche tramite Internet, nello specifico attraverso il portale della GLSA.